# Epictia rubrolineata
Espèce
Statut de conservation UICN

 DD  : Données insuffisantes
Synonymes
- Glauconia albifrons rubrolineata Werner, 1901
- Leptotyphlops rubrolineatus (Werner, 1901)

Epictia rubrolineata est une espèce de serpents de la famille des Leptotyphlopidae.

## Répartition
Cette espèce est endémique du Pérou.

## Publication originale
- Werner, 1901 : Reptilien und Batrachier aus Peru und Bolivien. Abhandlungen und Berichte des Zoologischen und Anthropologisch-Ethnographischen Museums zu Dresden, vol. 9, no 2, p. 1-14 (texte intégral).